# Salton City
Salton City és una concentració de població designada pel cens dels Estats Units a l'estat de Califòrnia. Segons el cens del 2000 tenia 978 habitants.

## Demografia
Segons el cens del 2000, Salton City tenia 978 habitants, 416 habitatges, i 267 famílies. La densitat de població era de 17,5 habitants/km².
Dels 416 habitatges en un 21,4% hi vivien nens de menys de 18 anys, en un 51,4% hi vivien parelles casades, en un 8,2% dones solteres, i en un 35,8% no eren unitats familiars. En el 30% dels habitatges hi vivien persones soles el 19,7% de les quals corresponia a persones de 65 anys o més que vivien soles. El nombre mitjà de persones vivint en cada habitatge era de 2,35 i el nombre mitjà de persones que vivien en cada família era de 2,91.
Per edats la població es repartia de la següent manera: un 20,9% tenia menys de 18 anys, un 5,7% entre 18 i 24, un 18,9% entre 25 i 44, un 24,1% de 45 a 60 i un 30,4% 65 anys o més.
L'edat mediana era de 49 anys. Per cada 100 dones de 18 o més anys hi havia 92,5 homes.
La renda mediana per habitatge era de 21.563 $ i la renda mediana per família de 20.208 $. Els homes tenien una renda mediana de 26.458 $ mentre que les dones 4.886 $. La renda per capita de la població era de 14.106 $. Entorn del 26,3% de les famílies i el 29,8% de la població estaven per davall del llindar de pobresa.

## Poblacions més properes
El següent diagrama mostra les poblacions més properes.